# Norodom Arunrasmy
Norodom Arunrasmy (* 2. října 1955 Phnompenh) je kambodžská princezna, politička a diplomatka. Je nejmladší dcerou krále Norodoma Sihanuka a nevlastní dcerou královny matky Norodom Monineath. Její biologickou matkou byla Mam Manivan Phanivong, která se narodila ve Vientiane v Laosu a krále Sihanouka si vzala v roce 1949.

## Život a kariéra
Princezna Arunrasmy studovala na škole Petit Lycee Descartes v Phnompenhu v Kambodže a Dominikánské mezinárodní škole v Tchaj-peji na Tchaj-wanu. Od 80. let pracovala v bankovnictví, konkrétně v Bank of California na Long Beach a později v Siam Commercial Bank v New Yorku. Po podepsání pařížských dohod se stala zástupkyní ředitele a poté v letech 1992 až 1997 ředitelkou Kambodžské zemědělské banky. Byla také členkou výboru kambodžského Červeného kříže a členkou Asociace žen ASEAN.
V kambodžských parlamentních volbách v roce 2008 byla kandidátkou strany FUNCINPEC. V letech 2005 až 2018 byla kambodžskou velvyslankyní v Malajsii, než ji král Norodom Sihamoni nominoval do Senátu.
Hovoří plynně khmersky, laosky, thajsky, francouzsky a anglicky.
Začátkem února 2011 zavítala princezna do Prahy jako hlavní host a patron hlavní události pražské plesové sezóny – Plesu v Opeře, který si klade za cíl navázat na předválečné tradice pražského společenského života.

## Rodina
Arunrasmy se v roce 1970 provdala za majora prince Sisowatha Siriratha, se kterým měla tři děti: Sisowath Nakia, Sisowath Nando a Sisowath Sirikith Nathalie. Rozvedli se v roce 1991 a ona se poté provdala za Keo Putha Rasmeyho, se kterým měla dvě děti.
Kambodžská královská rodina má blízký vztah k Praze; spojuje je právě tanec. Kambodžský král Norodom Sihamoni, bratr princezny, v Praze studoval. V Čechách žil v letech 1962–1975. Chodil do základní školy v Mikulandské ulici, poté studoval v Praze konzervatoř a vystudoval balet na AMU. Norodom Sihamoni je v současnosti jediným vládnoucím panovníkem na světě, který hovoří plynně česky.